# 华善继
华善继（？—？），字孟达，号济川，南直隶常州府无锡县人，明朝政治人物。
嘉靖年间贡生。早年任浙江布政使司都事，升桐乡县知县，调昌化县知县，均有德政。与弟华善述皆有才名，为“四十子”之一。官至永昌军民府通判，乞终养归。有《折腰漫草》八卷。